# Там весело
Там весело (англ. Fun Down There) — американский фильм-драма 1989 года, поставленный режиссером Роджером Стиглиано. Премьера ленты состоялась в феврале 1989 года на 39-м Берлинском международном кинофестивале, где он получил премию «Тедди» за лучший полнометражный фильм. Фильм был выпущен на DVD с помощью Фреймлайн.

## Сюжет
Бадди, молодой парень-гей из провинции, вырос на ферме и знает все о фермерское хозяйство, но ничего — об город. И вот он едет в Нью-Йорке, где быстро находит новых друзей и завязывает несколько романтических знакомств, очевидно благодаря своей наивности, которую он прямо-таки излучает. Он совсем обычный парень, и тем не менее притягивает к себе друзей словно магнит.

## В ролях
- Ивонн Фишер — Сэнди
- Мартин Голдин — Анжело
- Николас Б. Нагорни — Джозеф
- Джинн Смит — Джуди Филдс
- Гретчен Соммервиль — Грета
- Бетти Уэйт — миссис Филдс
- Гарольд Уэйт — мистер Филдс